# Arrondissement d'Eindhoven
L'arrondissement d'Eindhoven est une ancienne subdivision administrative française du département des Bouches-du-Rhin créée le 24 avril 1810 et supprimée le 11 avril 1814.

## Composition
Il comprenait les cantons de Asten, Eindhoven, Gemert, Helmond, Hilvarenbeek, Oirschot et Sint-Oedenrode.